# Prosper Grech
Prosper kardinál Grech OSA (24. prosince 1925 Birgu – 30. prosince 2019) byl maltský římskokatolický duchovní z řádu augustiniánů, dlouholetý konzultor Kongregace pro nauku víry, kardinál.

## Život
Do augustiniánského řádu nastoupil v roce 1943, v říjnu následujícího roku složil řeholní sliby. Kněžské svěcení přijal 25. března 1950. Je dlouholetým členem Koleje svaté Moniky v Římě. Byl emeritním profesorem Písma svatého na různých univerzitách v Římě, zejména na Papežském biblickém ústavu, Papežské Lateránské univerzitě a Papežské Gregoriánské univerzitě.
Dne 6. ledna 2012 byla oznámena jeho kardinálská nominace, kterou papež Benedikt XVI. oficiálně završil při konzistoři 18. února téhož roku. Biskupské svěcení přijal 8. února 2012. Při jmenování mu bylo více než 80 let, takže se nemohl účastnit konkláve a jmenování tak mělo především symbol ocenění.